# تای‌چی‌کار مست
تای‌چی‌کارِ مست (به انگلیسی: Drunken Tai Chi) یک فیلم سینمایی هنگ کنگی در ژانر اکشن و فیلم رزمی محصول سال ۱۹۸۴ به کارگردانی یوئن وو-پینگ است. بازیگر اصلی فیلم دانی ین در نخستین نقش اصلی خود مقابل دوربین قرار گرفت.
تای‌چی‌کارِ مست آخرین فیلم در ژانرهای کمدی و هنرهای رزمی چینی بود.

## بازیگران
- دانی ین به عنوان چنگ دو
- یوئن چیانگ-یان به عنوان پوپتر
- یوئن شون یی به عنوان آهن-فولاد
- یوئن یات کر به عنوان یو پینگ
- لیدیا شوم به عنوان همسر پوپتر
- مندی چان به عنوان تا شاه
- دون وونگ به عنوان پدر تاش
- لی کوان به عنوان پدر چنگ دو
- چانگ هسون
- وونگ کین به عنوان مرد عضله
- لی هووی به عنوان دزدگیر
- چونگ چونگ کوی به عنوان دوست تاشا
- وونگ ییو به عنوان دوست تاشاه
- هوی من-یوی
- لوی وان بیو
- چیو چونگ هینگ
- ممنوعیت لاو به عنوان پلیس